# Casa Parrella (Vic)
La Casa Parrella és una obra barroca de Vic (Osona) protegida com a Bé Cultural d'Interès Local.

## Descripció
Casa de planta irregular que segueix la direcció del carrer en el sector nord i s'adossa al pany de muralla pel sector sud. La façana nord presenta un eix de composició vertical i consta de planta baixa, dos pisos i golfes. És coberta a tres vessants. A la planta s'hi obren dos grans portals d'arc rebaixat, un d'ells (el de la dreta) amb motllures i dues finestres. Al primer pis s'hi obren quatre grans balcons rectangulars amb motllures i amb les llosanes de pedra també motllurades. Al segon pis s'hi repeteixen les mateixes obertures, però, de dimensions més petites. A les golfes hi ha finestres rectangulars apaïsades. A l'extrem de llevant, de dimensions semblants a l'edifici hi ha un ampli jardí a nivell del primer pis, amb baranes de forja i pilars de pedra. A la planta d'aquest cos, hi ha diverses dependències que havien estat destinades a quadres. Cal remarcar el cap de biga esculpit situat en l'angle NE del ràfec i restes d'esgrafiats damunt els portals. L'estat de conservació és força precari.
A la part de l'oratoria hi ha un retaule dels Dolors del segle XVIII-XIX del Taller Real.
Antiga Quadra de la Casa Parrella:
Antigues dependències (un temps destinades a quadres) situades als baixos del jardins de la Casa Parrella, i el mur extern de les quals és l'antiga muralla. A l'angle SE del cos de l'edifici, s'hi obre un portal d'arc rebaixat format per carreus de pedra, un portal rectangular i diverses finestres petites de la mateixa forma que el portal. El portal principal dona accés a una nau rectangular coberta amb volta de canó orientada d'est a oest. L'interior, conserva un bonic coll de pou i una petita dependència coberta amb volta en el sector esquerre. En el mateix indret hi ha altres dependències de característiques semblants, però en un estat de conservació més precari que la nau descrita, ja que aquesta ha estat rehabilitada (1977).

## Història
La casa Parrella, situada a l'interior de la muralla, és un exemple de la transformació de la ciutat medieval en ciutat barroca. Al segle xviii es va obrir el cinyell de les muralles i es va urbanitzar el circuit de les rambles. El 1691 havien quedat en desús les muralles i els corredors interiors que les aïllaven i els terrenys van passar a ésser propietat particular on es construirien les cases Parrella i Prat bastint els jardins en el pas de muralla. El 1775 va desaparèixer el Portal de Santa Eulàlia, del qual només en quedà una part de la torre poligonal que encara avui es conserva. Les reformes urbanes d'aquesta època, són obra de la família Morató, que van contribuir a donar fesomia barroca a la ciutat. La casa Parrella és obra dels germans Morató i els seus salons estan decorats per Marià Colomer.
Antiga Quadra de la Casa Parrella:
La història de l'edifici va unida a la casa Parrella, havia estat destinada a guarda-hi "guarans" prop de la Fonda de Cal U, la qual tenia un relleu especial els dissabtes, amb motiu de la celebració del mercat setmanal.